# Constance de Théis
Constance-Marie de Thèis (Nantes, 7 novembre 1767 – 13 aprile 1845) è stata una poetessa francese.

## Biografia
Constance-Marie de Thèis nacque a Nantes il 7 novembre del 1767 dal padre Mary Alexander Theis (1738-1796), magistrato della "Acque e delle Foreste" della contea di Nantes, il quale sostenne l'educazione della figlia e la sua inclinazione per lo studio delle materie letterarie.
Nel 1785 furono pubblicato, sul «Journal de France» e sull'«Almanach des Grâces», alcune delle sue prime poesie, fra le quali ebbe notorietà Bouton de rose, divenuta una canzone particolarmente conosciuta.
Nel 1789 Constance sposò Jean-Baptiste Pipelet, un giovane chirurgo, col quale ebbe nell'anno successivo un'unica figlia, Agathe Clémence. I due divorziarono nel 1799.
Nel 1794 fu rappresentata con grande clamore la sua tragedia lirica Sapho
Tre anni dopo pubblicò l'Êpître aux femmes, contribuendo al dibattito scatenatosi tra il 1795 ed il 1796 dall'articolo scritto dal poeta Ponce-Denis Écouchard-Lebrun (Parigi 1729 - 1807) contro le donne autrici. Questa "epistola", con la quale Constance volle affermare il diritto delle donne ad essere autrici, venne letta pubblicamente presso il Lycée des Arts, dove la Salm era stata la prima donna ad essere ammessa nel 1795. Il successo dell'opera permise alla Thèis di entrare nei più prestigiosi circoli letterari dell'epoca.

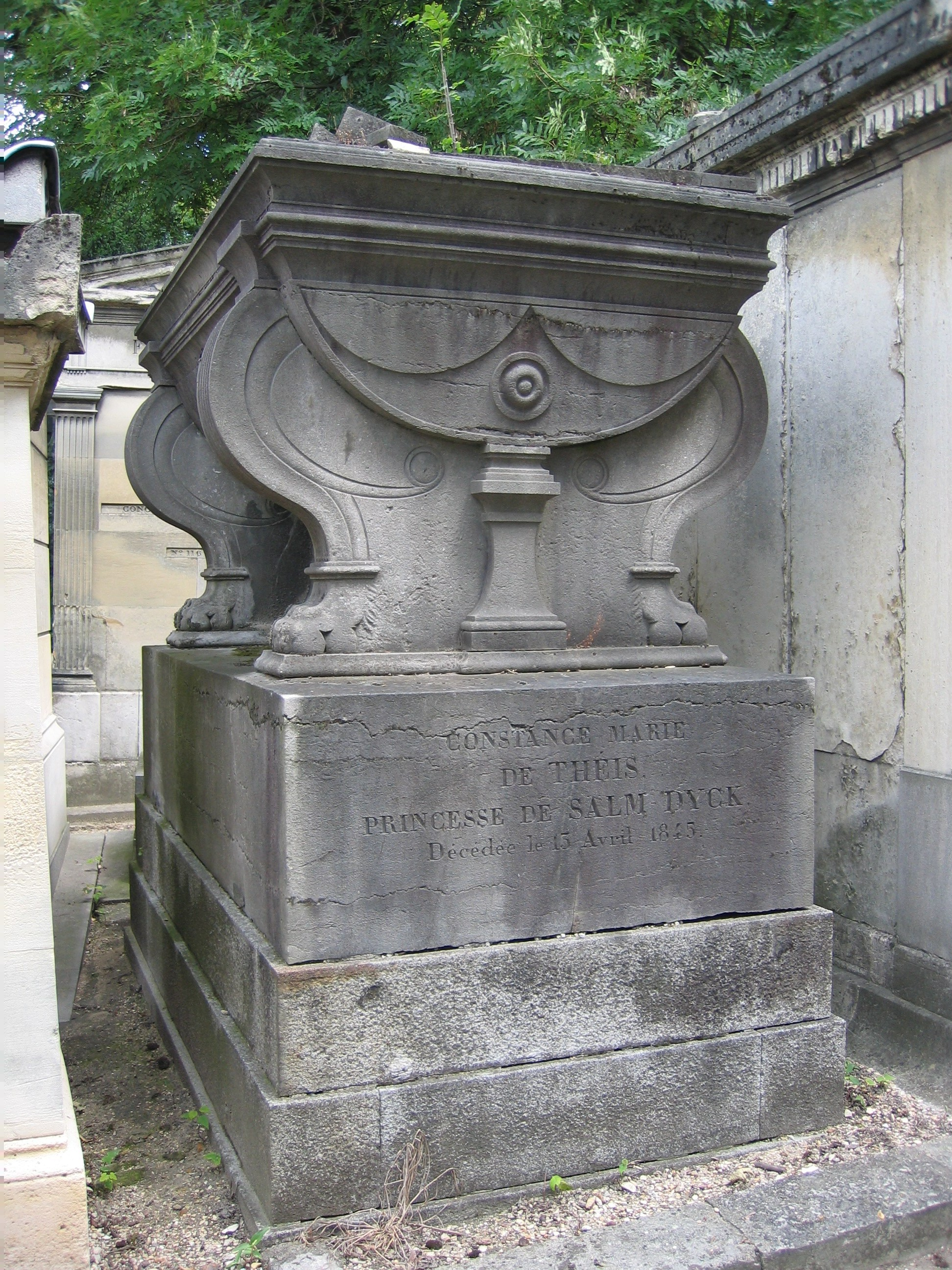
tomba al cimitero di Père-Lachaise

Morì il 13 aprile 1845.

## Poetica e Pensiero
In molte opere l'autrice denuncia l'oppressione maschile nei confronti delle donne, in particolare a seguito delle drammatiche vicende di Marie Gouze (1755 - 1793) e di Théroigne de Méricourt (pseudonimo di Anne-Joseph Terwagne), protagoniste della lotta per la difesa dei diritti femminili durante la Rivoluzione francese.
Numerose sono le opere di Constance de Théis ad essere animate da un acuto spirito di rivendicazione, a partire dallo studio sulla Condition del femmes dans une république (1800) sino alle Épîtres de Sophie (lette pubblicamente nel 1801 presso il Lycée de la rue de Valois). Significativa è l'Épître à l'empereur Napoléon del 1810, dove la poetessa attaccò con vigore gli articoli 324 e 339 del Codice penale emanati dal Consiglio di Stato, in quanto gravemente discriminanti per le donne dell'epoca.

## Opere
- Sapho, opera, musica di Jean Paul Égide Martini, Parigi, Théâtre-Louvois, 14 dicembre 1794.
- Épître aux femmes, 1797.
- Rapport sur les fleurs artificielles de la citoyennes Roux-Montagnac, 1798.
- Camille, ou Amitié et imprudence, drame en 5 actes, en vers, Paris, Théâtre-Français, 1800.
- Rapport sur un ouvrage du Citoyen Théremin, intitulé: De la condition des femmes dans une république, 1800.
- Épître à un jeune auteur sur l'indépendance et les devoirs de l'homme de lettres, 1806.
- Précis de la vie de Sapho, 1810.
- Poésies, 1811, in-8.
- Poésies, 1814, in-8.
- Vingt-quatre heures d'une femme sensible, roman, 1824, in-8.; rééd. en 2007 aux Éditions Phébus (ISBN 2752902484)
- Poésies, 1825, 2 vol. in-18.
- Fragment d'un ouvrage sur l'Allemagne, 1826.
- Pensées, Aix-la-Chapelle, 1829, in-12; rééd. par Jean-Baptiste Sanson de Pongerville, 1846, in-8.
- Mes Soixante ans, Paris, Didot, 1833.
- Œuvres, Paris, Didot, 1835.
- Œuvres complètes, Paris, 1842, 4 vol. in-8.